# Dawna loża masońska w Białymstoku
Dawna loża masońska w Białymstoku – klasycystyczny gmach dawnej loży masońskiej w Białymstoku. Został wybudowany w latach 1803–1806.
Współcześnie w budynku mieści się Książnica Podlaska.